# Taverna ducale (Cerreto Sannita)
La Taverna ducale è una architettura sita nel centro storico di Cerreto Sannita, alle spalle delle carceri feudali e di fianco palazzo del Genio.

## Storia
Gli statuti civici del 1541 stabilivano che il feudatario poteva costruire, entro il perimetro mura, una taverna per accogliere e rifocillare i forestieri. Negli statuti era disposto anche che fuori dal centro abitato qualsiasi privato cittadino poteva aprire una taverna.
Non si conosce l'ubicazione della prima taverna ducale nella vecchia Cerreto.
Con il terremoto del 5 giugno 1688 e la successiva ricostruzione ex novo di Cerreto Sannita, la taverna ducale prese posto temporaneamente nella parte alta dell'abitato in uno stabile che era costituito da due camere al piano terra e da altrettanti ambienti al primo piano. Questa taverna presentava non pochi problemi sia perché era insufficiente ad ospitare e rifocillare tutti i forestieri che si recavano nella cittadina e sia perché, essendo sita nella parte alta della cittadina, non poteva essere riconosciuta facilmente dai viandanti.
Fu intorno al 1720 che si decise di costruire una nuova e più grande taverna nella parte bassa del centro abitato, in una zona centrale e sita poco distante l'ingresso della cittadina.

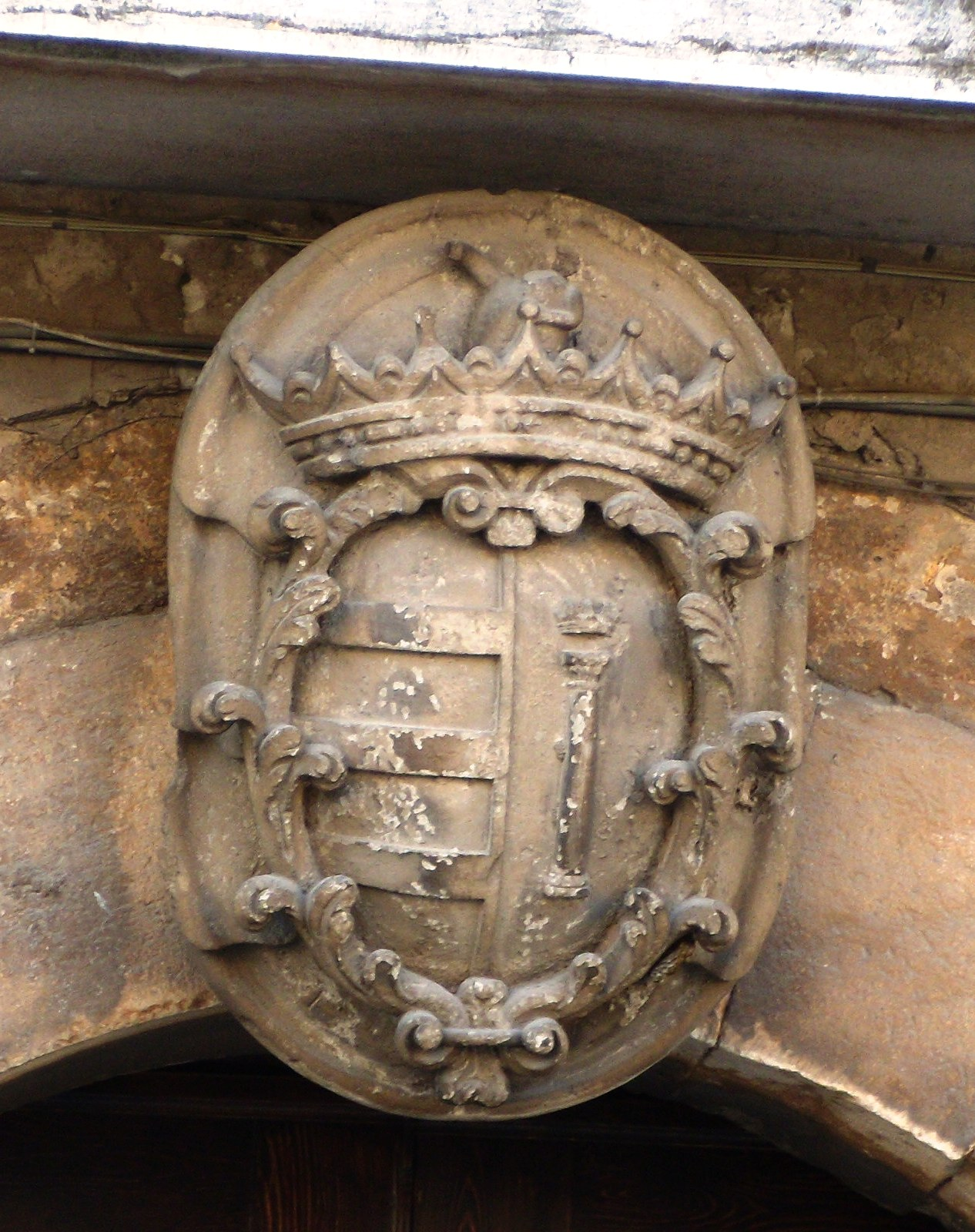
Lo stemma che riporta i simboli delle famiglie Carafa e Colonna.

La taverna veniva affittata dal feudatario ad un privato cittadino che la gestiva. Nella taverna venivano venduti anche generi di prima necessità come grano e altre vettovaglie. 
A seguito dell'abolizione del feudalesimo i beni privati della famiglia Carafa furono venduti con atto del notaio Giuseppe Severino di Napoli e la taverna fu aggiudicata dai cerretesi Orazio Mastrobuoni e Giovanni Mazzacane.
Attualmente l'edificio è diviso in più unità, tutte di proprietà privata.

## Descrizione
Il prospetto principale presenta quattro portali sovrastati da altrettanti balconi. Questi ultimi hanno sostituito le originarie finestre, decorate dalle geometrie ricavate dall'intonaco con la tecnica del rinzaffo. 
Il portale all'estrema destra dava accesso alla dogana, un vasto locale dove gli esattori riscuotevano i vari tributi. La porta sita fra quella della dogana e il portale principale, immetteva nella camera dell'affittuario, ossia di colui che aveva preso in locazione e che gestiva la taverna. La porta a sinistra del portale principale dava accesso ai locali adibiti a dispensa e a stalla per i cavalli. 
Il portale principale è corredato dallo stemma di Carlotta Colonna, moglie del conte Carlo Carafa, che a seguito della morte del marito nel 1717 esplicò le funzioni di reggente del feudo sino al 1724. Alla Colonna si deve l'edificazione della taverna e l'esecuzione dello stemma che raffigura a sinistra gli emblemi della famiglia Carafa e a destra quelli della famiglia Colonna. 
Al piano superiore erano site le camere dove dormivano coloro che passavano la notte nella taverna.